# James Francis Edward Keith
Pour les articles homonymes, voir Keith.
James Francis Edward Keith, né le 11 juin 1696 et mort le 14 octobre 1758, est un soldat écossais et Feldmarschall prussien. 

## Biographie
Il est le frère de George Keith. Comme son frère, il quitta l'Angleterre à l'avènement de George Ier, servit en Espagne, puis en Russie, se signala contre les Turcs à Otchakov, et fut nommé maréchal de Russie (1744). Il passa néanmoins quelque temps après au service du roi de Prusse Frédéric II et lui rendit les plus grands services dans la guerre de Sept ans. Il fut tué à la bataille de Hochkirch en combattant les Autrichiens.
Keith est parmi les premiers franc-maçons actifs en Russie, en 1734 il est Vénérable maître d'une loge de Saint Pétersbourg et en 1740-1741 il est nommé Grand maître pour la Russie par la Grande loge d'Angleterre.